# みずほバス
みずほバスとは、岐阜県瑞穂市が岐阜バスに業務委託して運行しているコミュニティバスである。

## ルート
太字の停留所で、鉄道、他市町村のふれあいバス、他社のバス（岐阜バスを除く）に乗り換えることができる。
2024年3月から路線に番号が設定され、左回りが奇数、右回りが偶数の番号である。

### 本田・七崎線
【1】左回り、【2】右回り
- 穂積駅前 - 瑞穂市役所 - 穂積北中学校前 - 本田コミュニティセンター - 本田団地 - 本田団地北口 - 荒川 - 美江寺東口 - トミダヤ巣南店 - イオンタウン本巣 - 重里 - 美江寺駅 - 美江寺東口 - 荒川 ｰ 本田団地北口 ｰ 本田団地 - 本田コミュニティセンター - 穂積北中学校前 ｰ 瑞穂市役所 - 穂積駅前

### 馬場・十七条線
【3】左回り、【4】右回り
- 穂積駅前 - 瑞穂市役所 - 穂積北中学校前 ｰ 馬場春雨町 - 本田 - 本田団地北口 ｰ 十七条 - 十九条駅 - バロー穂積西店 - 防災センター - 牛牧団地 - 瑞穂市役所 - 穂積駅前

### 十九条・古橋線
【5】左回り、【6】右回り
- 穂積駅前 - 瑞穂市役所 - 旭化成 - バロー穂積西店 - 防災センター - 巣南庁舎 - 呂久 - 神戸町柳原 - 横屋公民館 - 牛牧団地 - 瑞穂市役所 - 穂積駅前

### 牛牧・穂積線
【7】左回り、【8】右回り
- 穂積駅前 - 瑞穂市役所 - 旭化成 - 十九条東 - 上牛牧 - ほづみ園 - プラント-6 - 清流みどりの丘公園 - 野田新田 - 下穂積 - 庄屋敷 - 瑞穂市役所前 - 穂積駅前

※イオンタウン本巣バス停は本巣市、神戸町柳原バス停は安八郡神戸町にある。

## 車両
日野レインボーHRまたは日野ポンチョが使用され、車体には瑞穂市のマスコットキャラクター「かきりん」が描かれている。

## 運賃
みずほバスは1乗車100円均一であり、現金の他、岐阜バス発行のICカードayuca、TOICA、ICOCA、manacaなどの交通系ICカードでも精算が可能。ただし、岐阜バス直営路線とは異なり、manacaマイレージポイントは付与されない。また、岐阜バスが1000円で販売している土日祝日限定1日乗車券のホリデーパスは、みずほバスも対象路線に含まれている。

## 歴史
- 1999年（平成11年）10月1日：本巣郡穂積町がコミュニティバス「ほづみバス」の運行を開始。
- 2003年（平成15年）5月1日：本巣郡穂積町と同郡巣南町が合併、瑞穂市ができる。
- 2004年（平成16年）5月1日：「ほづみバス」を「みずほバス」に改称し、巣南地区にも路線開設。
- 2005年（平成17年）：穂積駅南約380mにみずほターミナルを新設。みずほターミナル発・穂積駅前着に変更。
- 2011年（平成23年）：みずほターミナル発の路線を穂積駅発に変更。みずほターミナルはバス待機場・転回場となる。
- 2012年（平成24年）4月1日：岐阜バスの穂積リオワールド線が廃止。みずほバスの瑞穂北部線として引き継がれる。
- 2013年（平成25年）4月1日：本田・唐栗線、十九条・古橋線、鷺田・船木線の3路線で路線を変更。
- 2013年（平成25年）10月1日：ICカードayucaが使用可能となる。
- 2018年（平成30年）4月1日：旧来の路線を十九条・古橋線、馬場・十七条線、牛牧・穂積線、本田・七崎線の4路線に再編。一部バス停の新設及び名称変更。
- 2021年（令和3年）
  - 4月1日：路線及び時刻を再編。
  - 11月30日：この日をもって、ayucaのポイント付与サービスが終了した(但し、すでに貯まっているポイントは12月以降も使用可能)。
- 2024年（令和6年）
  - 3月2日：manacaが使用可能となる。これにより、TOICA、ICOCAなどの全国交通系ICカードが可能となる。
  - 10月1日：名阪近鉄バス安八穂積線の廃止に伴い、牛牧穂積線のルートを変更し、「柳一色」「野田新田」「野白新田」「野白新田南」などのバス停を設置。